# Ivo Pogorelich
Ivo Pogorelich (srbochorvatsky Ivo Pogorelić / Иво Погорелић, v češtině uváděný i jako Ivo Pogorelič; 20. října 1958 Bělehrad) je chorvatský klasický pianista. Jeho matka byla Srbka a otec Chorvat a po rozdělení Jugoslávie přijal Pogorelich chorvatské občanství. Studoval v Bělehradě a v Moskvě, kde jeho učiteli byli Vera Gornostajeva, Jevgenij Malinin a Gruzínka Aliza Kezeradzeová (1937–1996), kterou si vzal roku 1980 za manželku.
Jako klavírista se Pogorelich proslavil skandálem na Chopinově mezinárodní klavírní soutěži 1980, kde sice nebyl porotou vpuštěn do finále, ale část porotců včetně Marthy Argerichové a Paula Badury-Skody na protest proti tomuto rozhodnutí odstoupila, protože, jak řekla Argerichová, „on je génius!“ Následujícího roku natočil Pogorelich 1981 pro společnost Deutsche Grammophon svou první desku obsahující Chopinovu hudbu, úspěšně prodávanou jako jeho „odpověď na Varšavu“. Deutsche Grammophon pak vydávala i další Pogorelichovy nahrávky.
V 80. letech se Pogorelich rychle stal úspěšným a žádaným koncertním klavíristou. Počátkem 90. let se však začal z koncertního života stahovat a po smrti své manželky roku 1996 přestal na několik let koncertovat úplně. Vedle koncertování a nahrávání se věnuje i charitativní, popularizační a pedagogické činnosti. Žije v Luganu.
Pogorelichův repertoár sahá od baroka přes klasiky a romantiky až k mistrům 20. století.